# Дијагонала
Дијагонала (грч. διά: дија — преко и грч. γωνια: гонија — угао) дуж је која спаја два несуседна темена многоугла или полиедра. Из сваког темена  могуће је повући n - 3 дијагонале ако је n број темена јер се из једног темена може повући дијагонала на друге n вертикале, са изузетком почетног темена и њему суседних. Многоуглови са n страница имају n·(n - 3)/2 дијагонале. Дужина дијагонале квадрата износи а√2, где је а дужина странице квадрата.